# Metcalfe County
Metcalfe County är ett administrativt område i delstaten Kentucky, USA, med 10 099 invånare. Den administrativa huvudorten (county seat) är Edmonton. Countyt har fått sitt namn efter politikern Thomas Metcalfe.

## Geografi
Enligt United States Census Bureau har countyt en total area på 754 km². 754 km² av den arean är land och 0 km² är vatten. 

### Angränsande countyn
- Hart County - nordväst
- Green County - nordost
- Adair County - öst
- Cumberland County - sydost
- Monroe County - söder
- Barren County - väst